# Aku Pema
Aku Pema is een Tibetaans lied dat oproept voor de terugkeer van de dalai lama naar Tibet.
Aku Pema is Tibetaans voor Oom Lotus, de bijnaam voor de dalai lama in de Tibetaanse provincie Amdo (de andere twee provincies zijn U-Tsang en Kham). Het lied werd geschreven door de zanger Palgon uit Amdo.
Het lied wordt gezongen in de Lhasa-dialect. Hoewel het roept om de terugkeer van de dalai lama, wordt dit indirect meegedeeld. Nergens in de tekst wordt verwezen naar de dalai lama anders dan de verwijzing naar zijn bijnaam Aku Pema.
Het lied ontving de prijs van de beste songtekst tijdens de Tibetaanse Muziekprijs van 2003

## Video
- Video van Aku Pema, op Youtube